# Delegacja do Kongresu USA stanu Connecticut

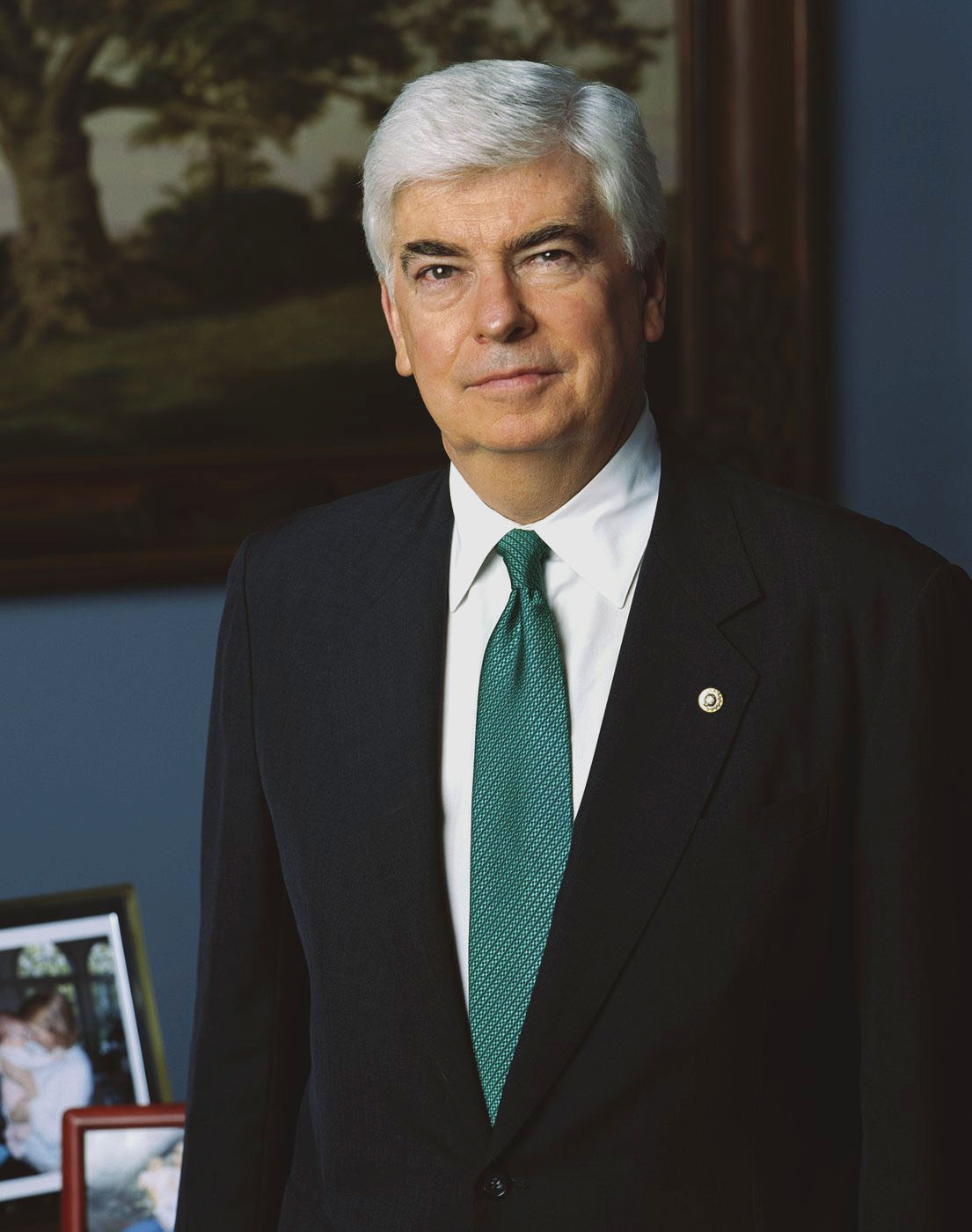
Senator Christopher Dodd jest najstarszym stażem kongresmenem ze stanu (od 1975)

Delegacja do Kongresu Stanów Zjednoczonych stanu Connecticut liczy siedmiu kongresmenów (dwóch senatorów oraz pięciu reprezentantów). Connecticut został przyjęty jako piąty stan do Unii, a więc stanowa reprezentacja zasiada od 1. Kongresu (1789).
Czynne prawo wyborcze przysługuje tym amerykanom, którym przysługuje prawo głosu w wyborach do stanowej Izby Reprezentantów (Connecticut House of Representatives).

## 110. Kongres (2007-2009)
W ostatnich wyborach 7 listopada 2006 wybierano reprezentantów oraz senatora. Do Izby Reprezentantów wybrano dwóch nowych przedstawicieli Partii Demokratycznej (zastąpili polityków Partii Republikańskiej). W wyborach do Senatu wygrał Joe Lieberman (partia Connecticut na rzecz Liebermana). Lieberman – wcześniej Demokrata – przegrał partyjne prawybory, jednak już we właściwych wyborach pokonał partyjnego kolegę Neda Lamonta.
W najbliższych wyborach 4 listopada 2008 mieszkańcy będą wybierać jedynie pięciu reprezentantów.
| Senat | Senat            | Senat  | Senat           |
| Klasa | Senator          | Partia | Urzęduje od     |
| ----- | ---------------- | ------ | --------------- |
| 3     | Christopher Dodd | D      | 3 stycznia 1975 |
| 1     | Joe Lieberman    | I-D    | 3 stycznia 1989 |

| Izba Reprezentantów | Izba Reprezentantów | Izba Reprezentantów | Izba Reprezentantów |
| Okręg               | Reprezentant        | Partia              | Urzęduje od         |
| ------------------- | ------------------- | ------------------- | ------------------- |
| 1                   | John Larson         | D                   | 6 stycznia 1999     |
| 2                   | Joe Courtney        | D                   | 4 stycznia 2007     |
| 3                   | Rosa DeLauro        | D                   | 3 stycznia 1991     |
| 4                   | Chris Shays         | R                   | 18 sierpnia 1987    |
| 5                   | Chris Murphy        | D                   | 4 stycznia 2007     |

## Liczba kongresmenów
Zgodnie z Konstytucją stan Connecticut otrzymał pięć miejsce w Izbie (plus dwa w Senacie). Po spisie z 1790 roku stanowa delegacja zwiększyła się o dwa miejsca. Jednak po spisie z 1840 przyznano stanowi jedynie 4 członków Izby. Obecnie (od 2003) Georgia jest reprezentowana przez aż siedmiu kongresmenów (w tym 2 senatorów).
| - 1789–1793 – 5 - 1793–1823 – 7 - 1823–1843 – 6 - 1843–1903 – 4 | - 1903–1933 – 5 - 1933–2003 – 6 - od 2003 – 5 | Okręgi wyborcze: - 1789-1837 – całostanowe - 1837-1903 – jednomandatowe - 1903-1913 – cztery okręgi jednomandatowych i jeden całostanowy - 1913-1933 – jednomandatowe - 1933-1965 – pięć okręgów jednomandatowych i jeden całostanowy - od 1965 – jednomandatowe |